# Junsele IF
Junsele IF, bildad 1908, är en idrottsförening i Junsele i Sollefteå kommun. Junsele IF bedriver verksamhet i fotboll,  längdskidåkning, alpint, tennis, motion och ishockey. I fotboll används Mons IP som hemmaarena. Herrlaget vann år 2010 Division 3 och gick därför upp till Division 2 2011. Damlaget har spelat flera säsonger i Division 3 och 4. 
År 2018 spelar Junsele Fotboll i Division 4 Ångermanland.